# Det var en gång en skog
Det var en gång en skog (originaltitel: Once Upon a Forest) är en amerikansk animerad film från 1993 av 20th Century Fox, baserad på Rae Lamberts berättelser om Furlings. Filmen är regisserad av Charles Grosvenor och har ett manus skrivet av Mark Young och Kelly Ward. Originalrösterna görs bland annat av Michael Crawford, Ben Vereen, Ellen Blain och Benji Gregory. Den svenska dubbningen är gjord av bland andra Tommy Nilsson och Bert-Åke Varg.

## Handling
En ung mus, igelkott och mullvad riskerar sina liv för att finna ett botemedel till en förgiftad vän.